# Crispus

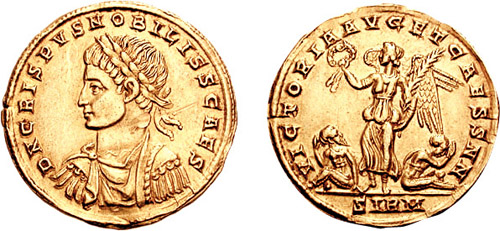
Crispus porträtt på ett romerskt mynt från år 323.

Crispus, född cirka 305 i Pula, död där 326, var son till den romerske kejsaren Konstantin den store och Minervina. 
Crispus användes av fadern i en rad viktiga uppdrag och spelade bland annat en framträdande roll i dennes krig mot medregenten Licinius, som besegrades 324. Redan 317, då han ännu var i tonåren, utnämndes han till caesar (underkejsare). Av oklar anledning blev han avrättad av sin far år 326. Troligen kan denna tragiska händelse sättas i samband med att också Fausta, Konstantins andra hustru och Crispus styvmor, avrättades kort därefter. Bägge straffades dessutom med damnatio memoriae, vilket tyder på att de gjort sig skyldiga till (eller misstänktes för) ett allvarligt brott.